# Juvelize
Juvelize település Franciaországban, Moselle megyében. Lakosainak száma 72 fő (2022. január 1.). Juvelize Blanche-Église, Donnelay, Guéblange-lès-Dieuze, Ley, Lezey és Marsal községekkel határos.

## Népesség
A település népességének változása:
| Lakosok száma | 114  | 110  | 107  | 94   | 83   | 74   | 71   | 72   | 72   | 72   |
|               | 1968 | 1982 | 1990 | 2006 | 2013 | 2015 | 2017 | 2019 | 2020 | 2022 |